# Sarah Lennox, Duquesa de Richmond e Lennox
Sarah Lennox (nascida Sarah Cadogan; Haia, 18 de setembro de 1705 — Haia, 25 de agosto de 1751) foi uma nobre britânica. Ela foi senhora March, e posteriormente, duquesa de Richmond e Lennox pelo seu casamento com Charles Lennox, 2.° Duque de Richmond e Lennox.

## Família
Sarah foi a filha primogênita do general William Cadogan, 1.° Conde Cadogan e de Margaretta Cecilia Munter, de Amsterdã, nos Países Baixos. Os seus avós paternos eram Henry Cadogan, Alto Xerife do Condado de Meath, na atual República da Irlanda, e Bridget Waller. Os seus avós maternos eram Jan Munter, chanceler da corte da Holanda e Margaretha Trip.
Ela teve apenas uma irmã, Margaret, esposa do honorável Charles John Bentinck.

## Biografia
Para pagar uma dívida que ele devia ao conde Cadogan, Carlos Lennox, 1.º Duque de Richmond, filho ilegítimo do rei Carlos II de Inglaterra, ofereceu o seu filho, Charles, Senhor March com noivo de Sarah, filha do conde.
Charles viajou para Haia, e os jovens descobriram sobre a união apenas no dia, 4 de dezembro de 1719, em que a cerimônia ocorreria. Sarah, de 13 anos, ficou sem palavras, e o seu noivo, de 18, exclamou: "Eles certamente não irão me casar com esta desleixada!".
Logo após o casamento, ela partiu para a Itália, onde daria início a seu Grand Tour. Já ela voltou a morar com a sua mãe.
Três anos depois, com 21 anos, ele retornou a Inglaterra. Em seu retorno, ele foi direito para a ópera, em vez de ir visitar sua esposa. Lá, ele notou uma mulher jovem e muito bonita sentada perto dele, e ao questionar um espectador sobre a sua identidade, ele descobriu se tratar da própria Sarah, Senhora March, agora com 16 anos de idade, que anos antes ele havia desprezado. A partir daí, ele reivindicou a esposa, e eles se tornaram o casal mais devotado em Londres.
De 1724 a 1737, a duquesa ocupou a posição de Lady of the Bedchamber da rainha Carolina de Ansbach, consorte de Jorge II da Grã-Bretanha.
O duque e a duquesa tiveram doze filhos, oito meninas e quatro meninos. Quatro delas, Caroline, Emily, Louisa e Sarah, eram conhecidas como as Irmãs Lennox.
Charles faleceu em 8 de agosto de 1750, e foi enterrado na Catedral de Chichester, em Sussex.
A duquesa viúva faleceu um ano após o marido, em 25 de agosto de 1751, em Haia, e também foi sepultada na Catedral de Chichester.

## Descendência
- Georgiana Carolina Lennox (27 de março de 1723 – 24 de julho de 1774), foi esposa de Henry Fox, 1º Barão de Holland, com quem teve três filhos;
- Charles Lennox, Conde de March (3 de setembro de 1724 – 1724);
- Louisa Margaret Lennox (15 de novembro de 1725 – maio de 1728);
- Anne Lennox (27 de maio de 1726 – 1727);
- Charles Lennox, Conde de March (9 de setembro de 1730 – novembro de 1730);
- Emilia Mary Lennox (6 de outubro de 1731 – 27 de março de 1814), foi primeiro casada com James FitzGerald, 1.° Duque de Leinster, com quem teve dezenove filhos. Depois foi esposa de William Ogilvie, e teve duas filhas;
- Charles Lennox, 3.º Duque de Richmond (22 de fevereiro de 1735 – 29 de dezembro de 1806), sucessor do pai. Foi marido de Mary Bruce, com quem não teve filhos. Apenas teve uma filha ilegítima, Henrietta Le Clerc;
- George Lennox (29 de novembro de 1737 – 25 de março de 1805), foi membro do Parlamento e general do exército britânico. Foi casado com Louisa Kerr, com quem teve quatro filhos;
- Margaret Lennox (16 de novembro de 1739 – 10 de janeiro de 1741);
- Louisa Augusta Lennox (24 de novembro de 1743 – agosto de 1821), foi esposa de Thomas Conolly. Sem descendência;
- Sarah Lennox (14 de fevereiro de 1745 – 26 de agosto de 1826), seu primeiro marido foi Sir Thomas Charles Bunbury, 6.° Baronete Bunbury, mas não teve filhos. Depois foi casada com o coronel George Napier, com quem teve seis filhos;
- Cecily Lennox (20 de março de 1750 - 11 de novembro de 1769), foi casada com Robert XI Arthur Geoffrey Nicholls, Conde de Cherbourg, com quem teve dois filhos.

## Na cultura popular
A duquesa é interpretada pela atriz inglesa Diane Fletcher na série de televisão da BBC, Aristocrats, de 1999.